# Lauf an der Pegnitz
Lauf an der Pegnitz ( {{{2}}} (?·pàg.), oficialment: Lauf a.d.Pegnitz; en fràncic: Laff an der Bengadz) és una ciutat i seu de l'administració del districte de Nürnberger, a la Franconia central. Se situa a uns 17 quilòmetres de Nuremberg, àrea metropolitana de la qual forma part, i té prop de 26.500 habitants.

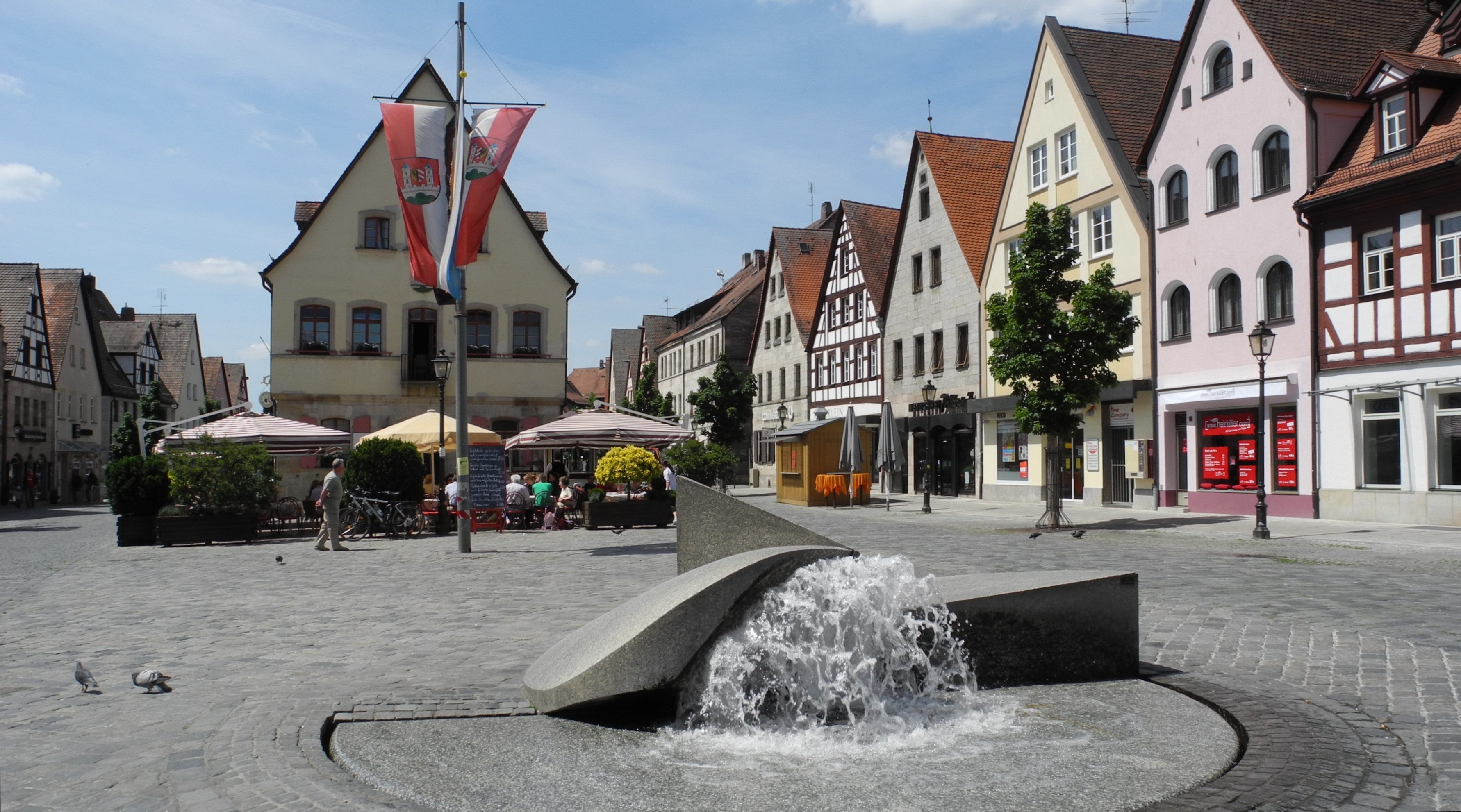
Plaça del mercat amb l'antic ajuntament de fons.

## Geografia

### Entitats de població
El municipi de Lauf té 29 entitats de població amb diversos tipus d'assentament:
- Dehnberg (vilatge amb església)
- Egelsee (mas)
- Gaisreuth (mas)
- Günthersbühl (vilatge)
- Heuchling (vilatge)
- Höflas (vilatge)
- Hub (llogaret)
- Kohlschlag (mas)
- Kotzenhof (vilatge)
- Kuhnhof (vilatge)
- Lauf (nucli)
- Letten (vilatge)
- Nessenmühle (llogaret)
- Neunhof (vilatge amb església)
- Nuschelberg (vilatge)
- Oedenberg (vilatge)
- Rudolshof (vilatge)
- Sankt Kunigunda (llogaret)
- Schönberg (vilatge parroquial)
- Seiboldshof (mas)
- Simmelberg (vilatge)
- Simonshofen (vilatge)
- Tauchersreuth (vilatge)
- Veldershof (llogaret)
- Vogelhof (vilatge)
- Weigenhofen (vilatge)
- Wetzendorf (vilatge)

Totes aquestes entitats de població es distribueixen en els districtes interns de Beerbach, Bullach, Dehnberg, Günthersbühl, Heuchling, Lauf a.d. Pegnitz, Neunhof, Oedenberg, Schönberg, Simonshofen, Veldershof, Weigenhofen i Wetzendorf.
El llogaret de Ziegelhütte no és una part oficial del municipi.

### Comunitats veïnals
Les comunitats de veïns de Lauf són (començant pel nord i ordenades tot seguint el sentit de les busques del rellotge): Eckental, Schnaittach, Neunkirchen am Sand, Ottensoos, Leinburg, Röthenbach an der Pegnitz, l'àrea no incorporada de Schönberg, Röthenbach, Rückersdorf, les àrees no incorporades de Rückersdorfer Forst, Günthersbühler Forst i Geschaidt, i també Heroldsberg.

### Cossos d'aigua
La ciutat és travessada pel mig, d'est a oest, pel riu Pegnitz, que li dona nom. A la zona occidental flueix el Bitterbach, que ha tallat el Bitterbachschlucht en el gres del castell en un bosc estret al nord-oest de la zona urbana. La pintoresca incisió es va obrir al públic a principis dels anys cinquanta. El camí marcat al llarg de la riera forma part del sender geoecològic de la natura Bitterbachschlucht.

## Història

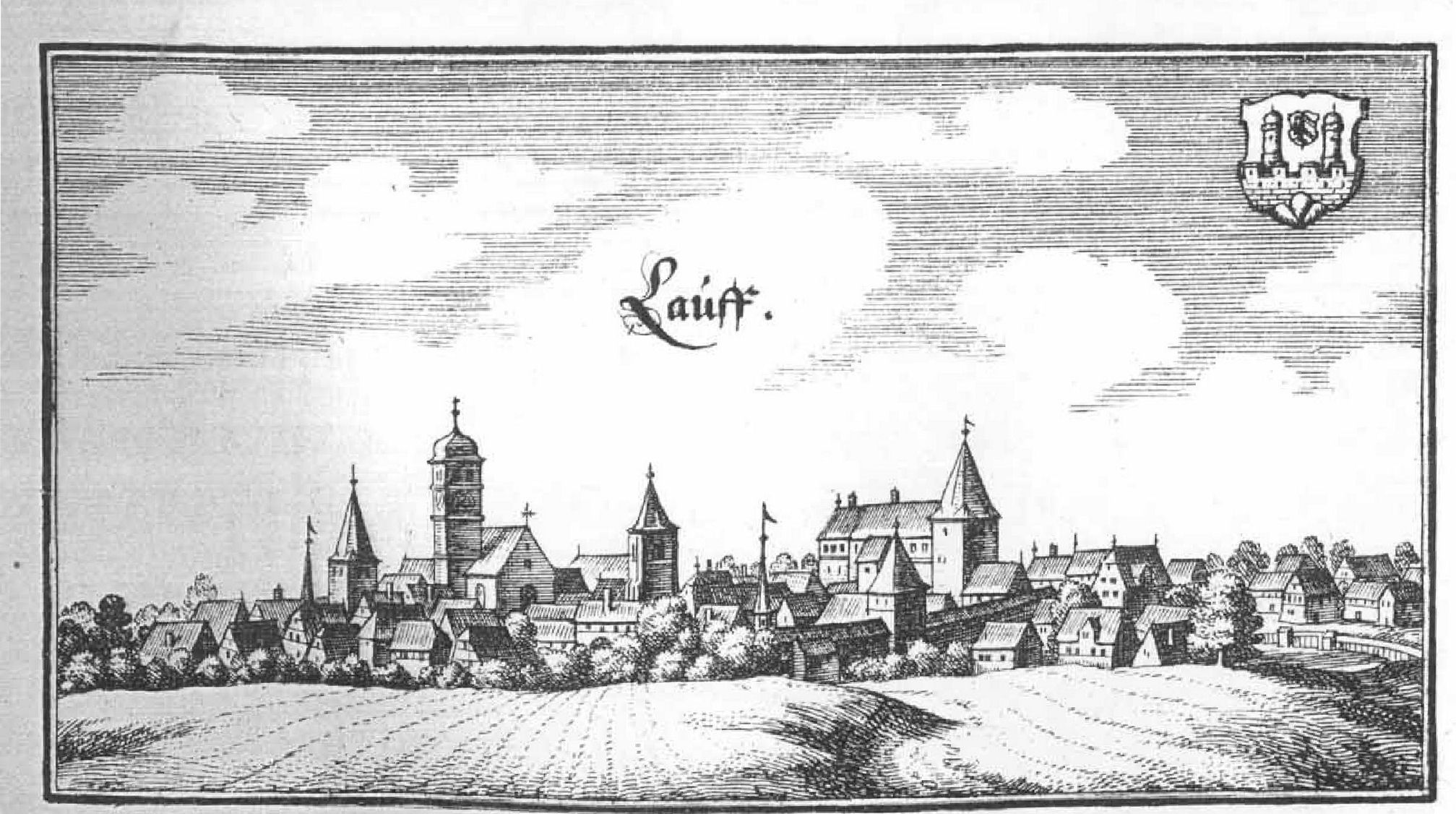
Vista de Mathäus Merian (vers 1648)

### Fins al segle XIX
Fins i tot abans de la fundació de la ciutat, es van construir diversos molins sobre el Pegnitz, que flueix amb un desnivell més pronunciat. Els de l'11 L'assentament, que va sorgir al segle XIX, va ser elevat a l'estatus de ciutat sota l'emperador Carles IV com a part del seu territori de Nova Bohèmia el 1355. També va fer construir el castell de Wenceslau amb el seu singular escut d'armes a una illa de Pegnitz, probablement sobre els fonaments de Hohenstaufen.
Després de l'enfonsament del domini de la Nova Bohèmia, Lauf, com a oficina bavaresa, va passar sota el domini de la línia Landshut de la Casa de Wittelsbach. El 1504, durant la Guerra de Successió de Landshut, la ciutat imperial de Nuremberg, com a aliada de la línia de Munic dels Wittelsbach, va poder assegurar-se el control de Lauf. A la Segona Guerra dels Margravis, Lauf va ser conquerida dues vegades per les tropes del Margravi de Brandenburg-Kulmbach Albrecht Alcibiades i incendiada el 3 de juny de 1553. El 1806, Lauf va passar a formar part del nou Regne de Baviera i va esdevenir la seu de diverses oficines i corts.
La ciutat ja era econòmicament important en l'època preindustrial. A més dels molins, al Pegnitz també hi havia molins de martell. En 16. Al segle XIX, el molí de martells era propietat de Heinrich Ayrer (1481–1554), que va vendre la fàbrica el 1534. La industrialització es va produir a Lauf cap a l'any 1870.

### Segle XX
En el marc de la reforma regional, la ciutat es va expandir mitjançant incorporacions. Avui, Lauf és el municipi i la seu del districte més gran del districte de Nuremberg, que s'ha ampliat molt des de 1972. Anteriorment, Lauf era la seu del districte de Lauf an der Pegnitz.

### Toponímia
Després que el topònim oficial es canviés de Lauf a Lauf (Pegnitz) el 1938, el 13 de febrer de 1962 es va establir el topònim actual Lauf an der Pegnitz (oficialment: Lauf a.d.Pegnitz)1.
1 a.d. és una abreviació de an der.

### Incorporacions
Tot seguit es mostra un llistat d'antics municipis que van acabar sent absorbits per la ciutat:
- Beerbach (amb Tauchersreuth) (1 de juliol de 1976)
- Bullach (1 de gener de 1974)
- Dehnberg (1 de gener de 1977)
- Günthersbühl amb Nuschelberg (1 de juliol de 1971)
- Heuchling (1 de maig de 1978)
- Neunhof (1 de juliol de 1972)
- Oedenberg amb Simmelberg (1 de juliol de 1971)
- Schönberg (1 de juliol de 1972)
- Simonshofen (1 de gener de 1973)
- Veldershof (1 de juny de 1927)
- Weigenhofen amb Kohlschlag (1 de juliol de 1972)
- Wetzendorf (1 de gener de 1972)

## Demografia

### Població
El 2003 hi vivien 26.070 persones, mentre que el 2018 el nombre havia passat a ser de 26.515. Entre el 1988 i el 2018, la ciutat va créixer en 3.922 habitants (de 22.593 a 26.515) o en 17,4%.

### Religió
Segons el cens de 2011 hi havia un 43,8% de residents evangèlics, un 24,6% de catòlics i un 31,6% eren aconfessionals, pertanyien a una altra comunitat religiosa o no aportaven cap informació. A 31 de desembre de 2018, hi havia un 22% de catòlics, un 39% d'evangèlics i un 39% de residents amb altres afiliacions religioses o aconfessionals.

## Política

### Alcalde
Des de l'1 de maig de 2020, l'alcalde ha estat Thomas Lang (FW). Va ser elegit en una segona volta de les eleccions el 29 de març de 2020. El seu predecessor Benedikt Bisping va ser el primer alcalde d'una ciutat del districte de Baviera nomenat pels Verds del 2008 al 2020. Va tenir la segona volta a finals de març de 2020 amb uns 48,2% de vots perduts davant Lang.
La segona alcaldessa és Nina Bezold (CSU) i el tercer alcalde és Alexander Horlamus (SPD).

### Agermanaments
Lauf està agermanat amb els següents municipis:
- Brive-la-Gaillarde
- Drama
- Nyköping
- Tirschenreuth

A més, des del 2015, les ciutats de Lauf i Loket (República Txeca) estan vinculades per un memoràndum sobre intercanvi i cooperació cultural.

## Cultura

### Teatres i museus

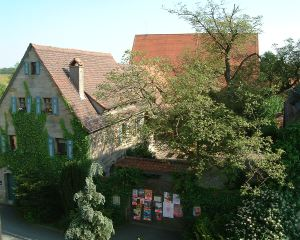
Teatre Dehnberger Hof

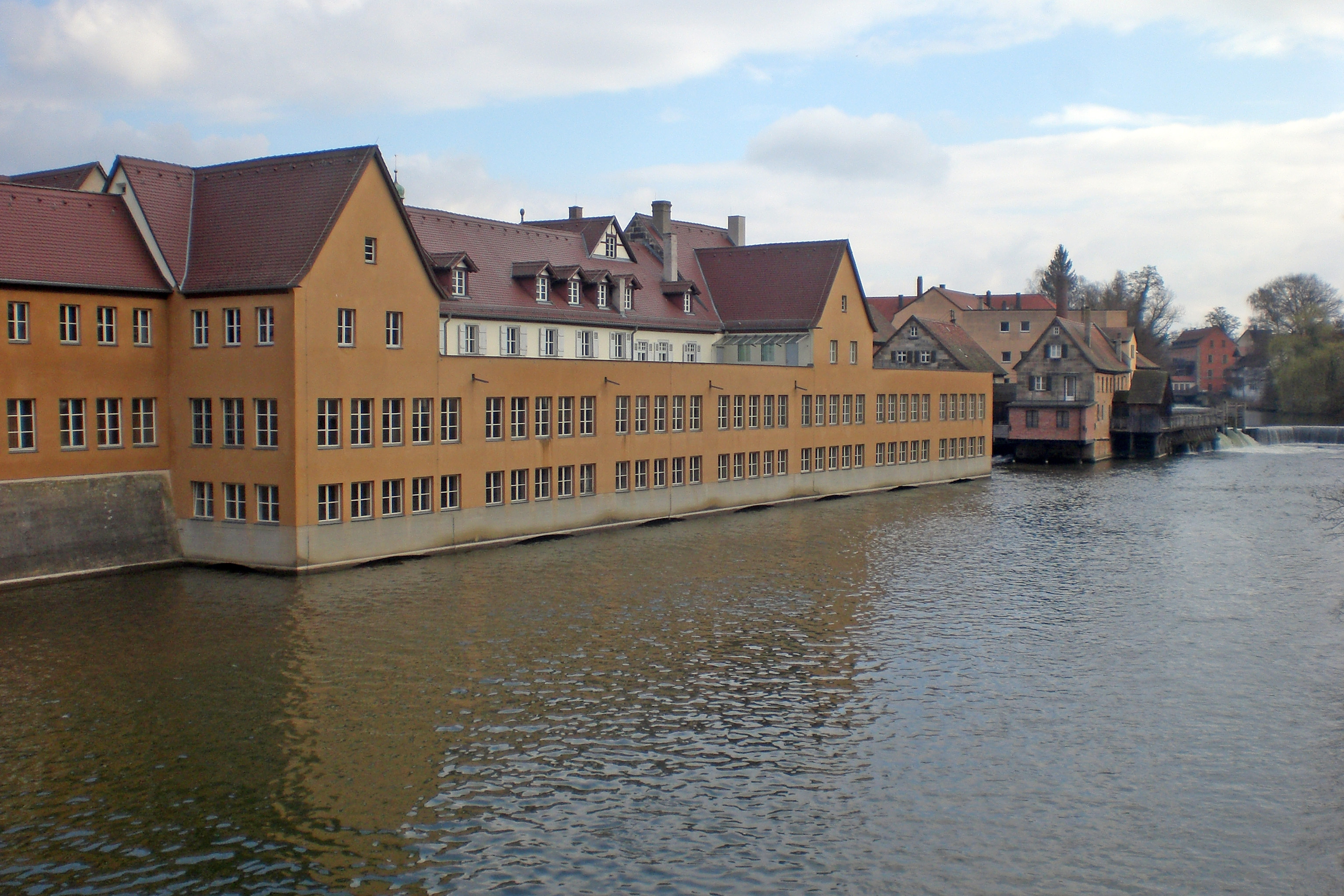
Museu de la indústria (2024)

El teatre Dehnberger Hof es troba en una antiga granja de llúpol al districte de Dehnberg. Les produccions internes, així com les actuacions convidades d'estrelles de l'escenari nacional, es representen a la propietat luxosament renovada. També hi tenen lloc concerts de música clàssica, jazz i altres gèneres. A més d'aquest local, hi ha un petit teatre a la plaça del mercat anomenat Glückserei, que ofereix nombroses produccions pròpies.
El Museu Industrial Lauf es va instal·lar al sud del nucli antic i mostra la vida dels obrers i artesans urbans des del 1890 fins a la dècada del 1960.

### Edificis
A la zona de l'històrica plaça del mercat, les dues portes de la ciutat estan molt ben conservades, així com algunes cases d'entramat de fusta molt reformades i l'antic ajuntament. La torre de l'església de Sant Joan, que també es troba a l'interior del nucli antic, és visible des de lluny. També cal destacar els carrers laterals individuals amb conjunts d'entramat, molins, torre jueva i restes de l'antiga muralla de la ciutat, així com parts de l'antic hospital amb ruïnes d'església del segle XIV. Segle. Sota la majoria de propietats de la plaça del mercat es van construir cellers de roca. Aquests es remunten al segle XV. Segle enrere i van ser utilitzats inicialment com a refugi i posteriorment com a magatzem i cellers de cervesa. Després de la Segona Guerra Mundial van ser oblidats fins a finals del segle xx. Va ser reformat al segle XIX per propietaris compromesos en col·laboració amb la ciutat i l'associació Verein Altstadtfreunde Lauf. L'associació organitza visites per aquests cellers a petició.
El Wenzelschloss, un castell amb fossats situat en una illa del riu, va ser construït per Carles IV entre el 1356 i el 1360 com a escala a la carretera daurada entre Nuremberg i Praga. El conjunt s'aixeca sobre una planta triangular lleugerament distorsionada.

Una especialitat tècnica és l'històric subministrament d'aigua, que es va construir l'any 1907 al districte de Tauchersreuth.

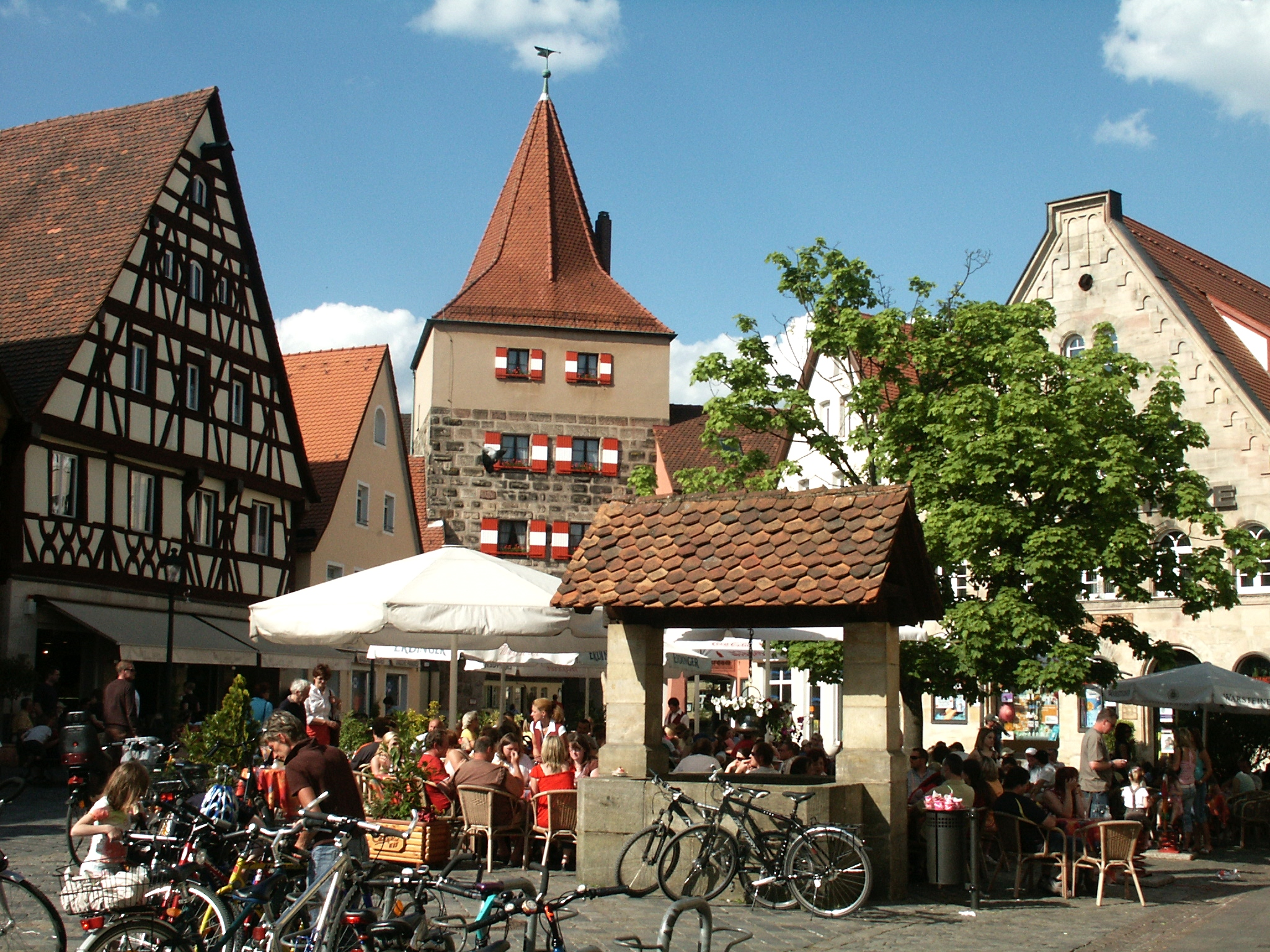
Plaça del mercat amb la porta de Hersbrucker al fons
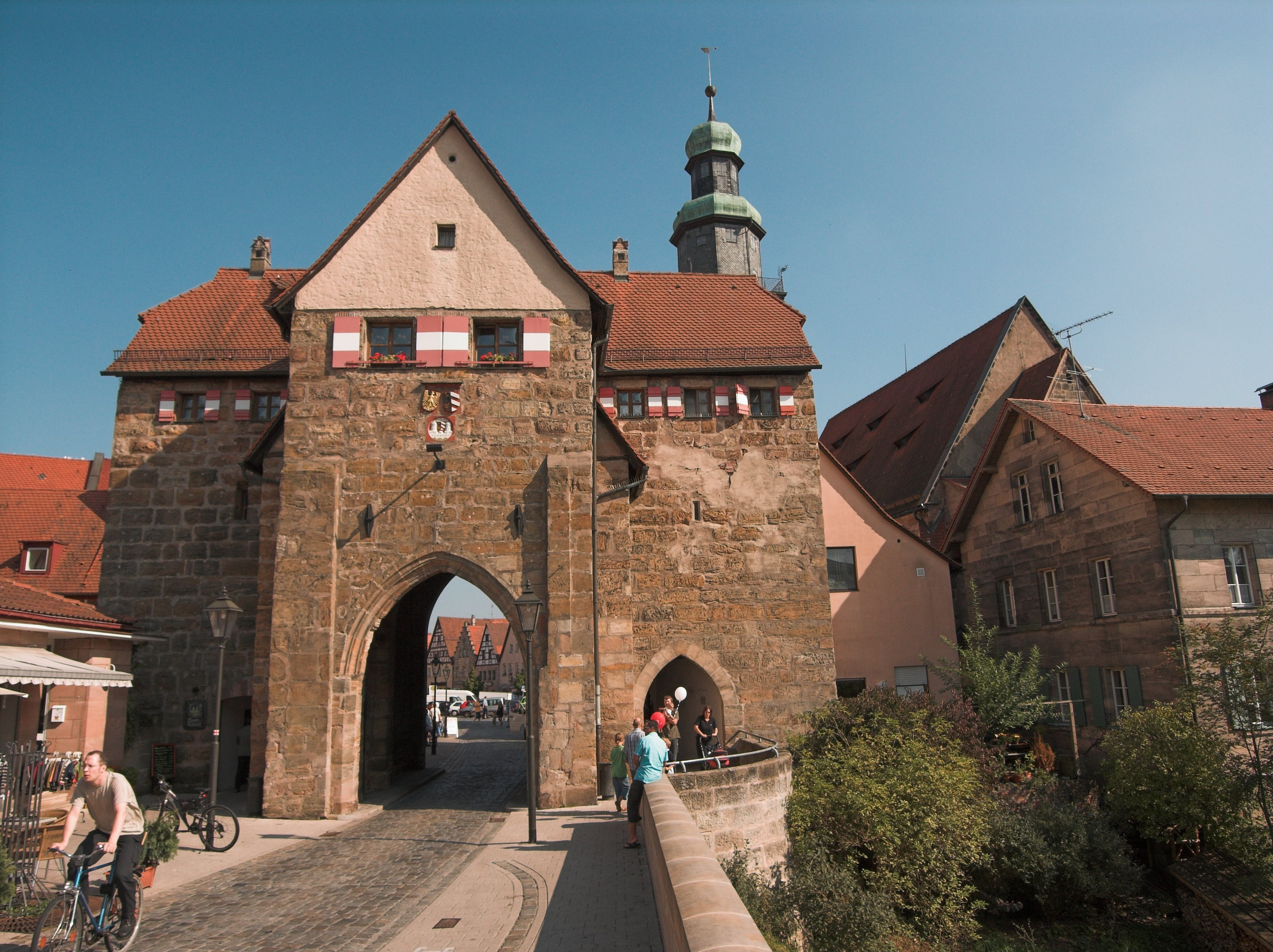
Porta de Nuremberg
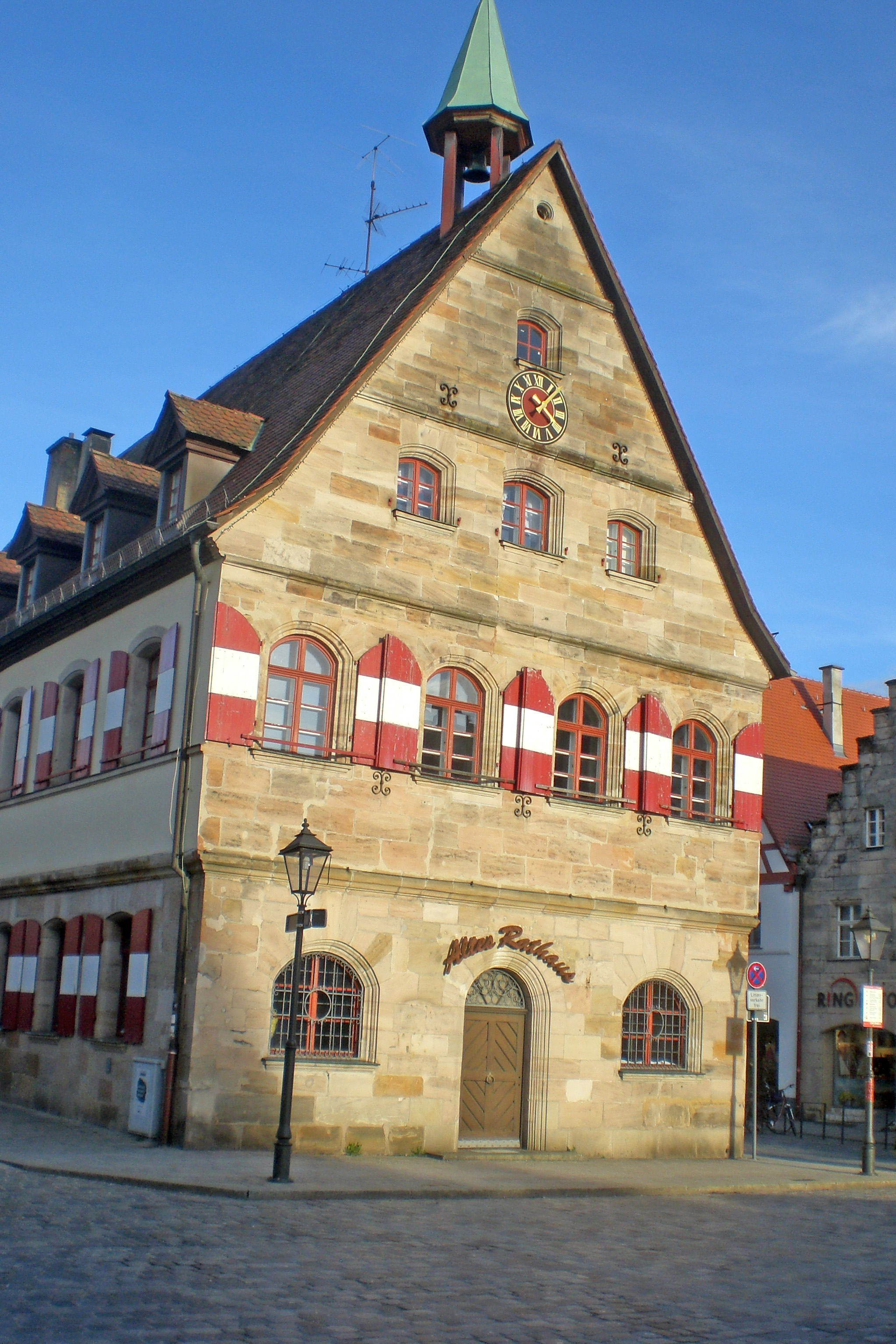
Antic ajuntament a la plaça del mercat (2024)
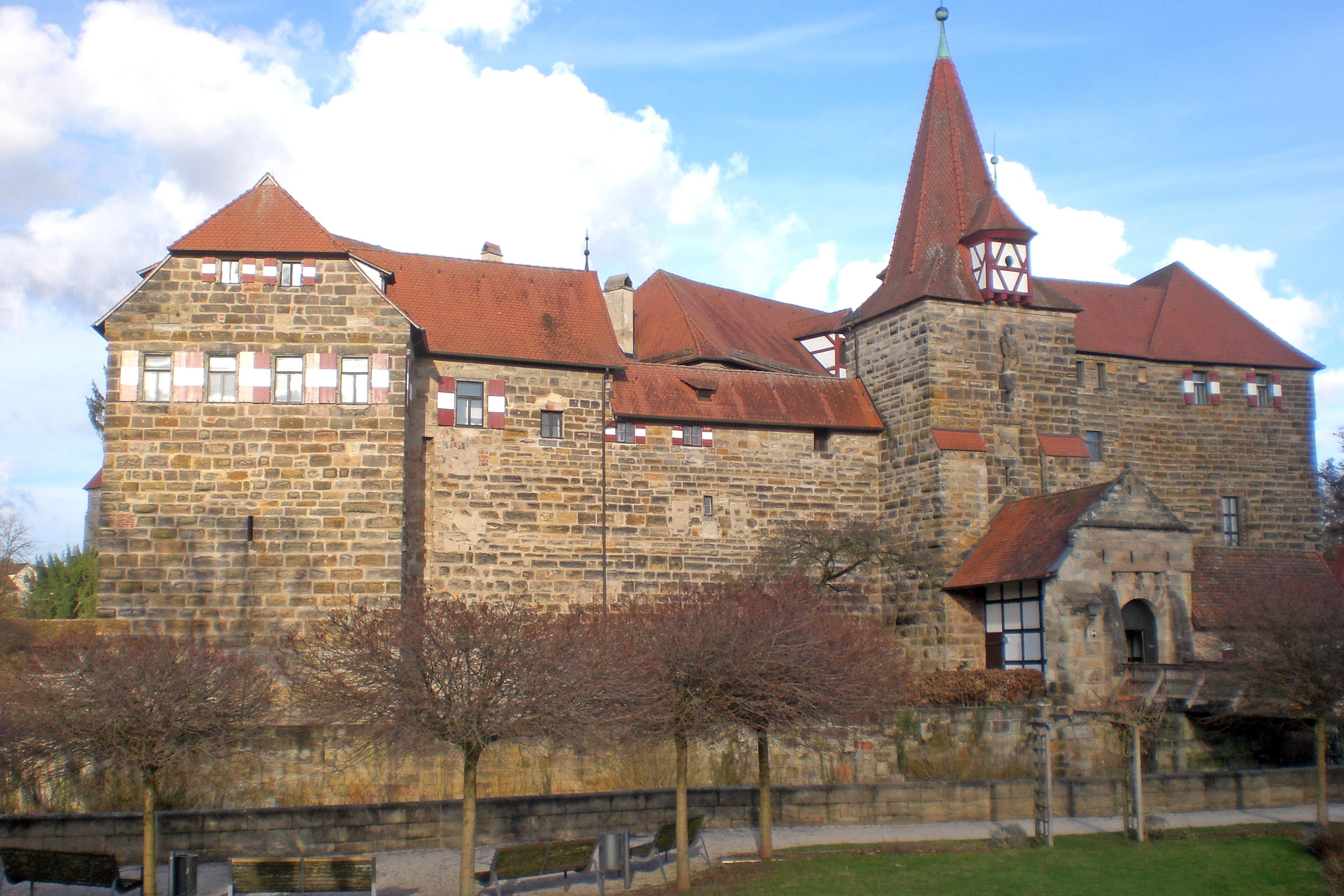
Wenzelschloss (2024)
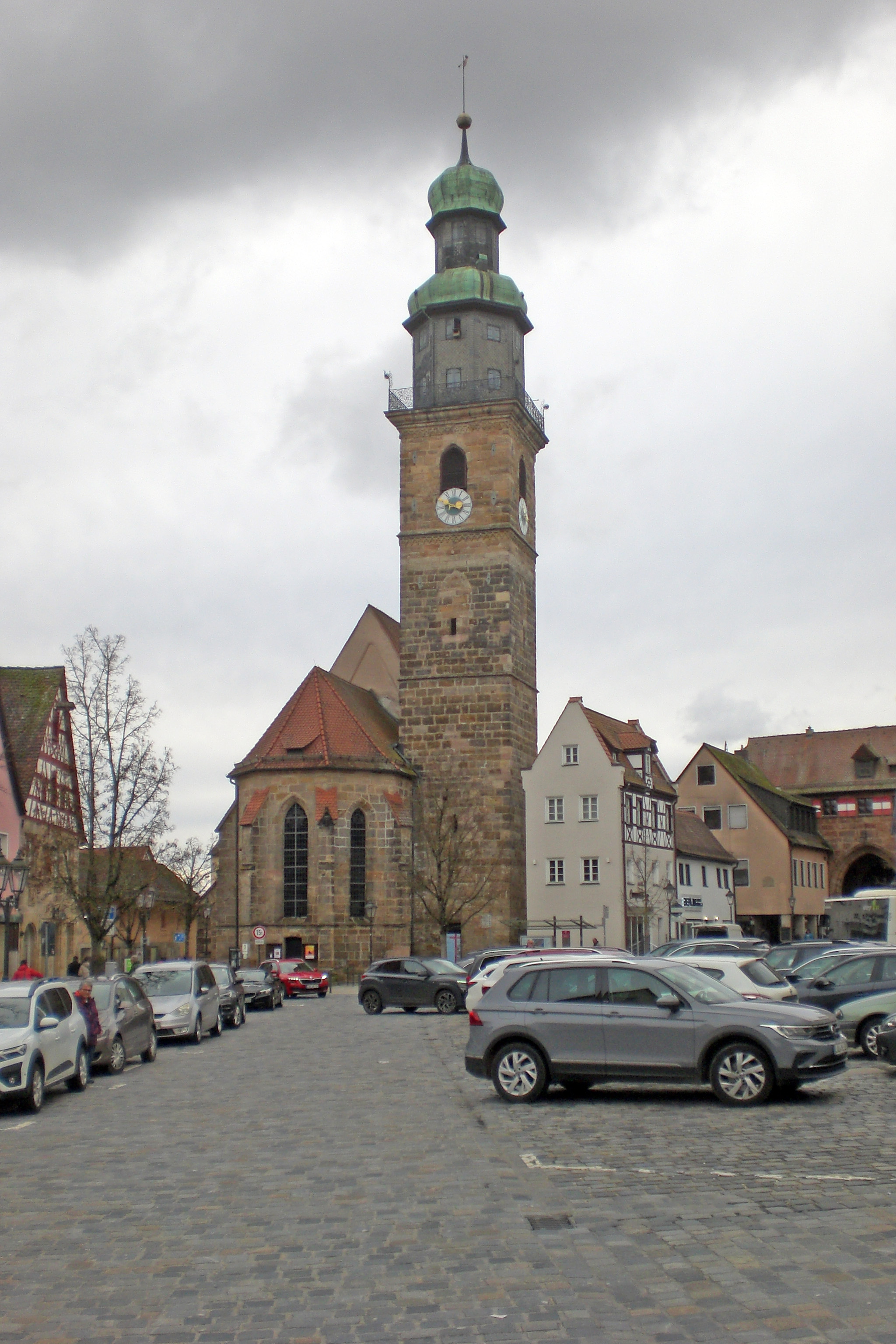
Església de Sant Joan (2024)

## Economia i Infraestructures

### Indústria
Una indústria important a Lauf és la producció de ceràmica tècnica i empreses d'importància nacional tenen la seu a la ciutat, com ara CeramTec o Sembach.
Altres ocupadors importants a Lauf són les empreses EMUGE-Werk Richard Glimpel GmbH (fabricant de matxets i eines de fresatge), EuWe Eugen Wexler (fabricant de components modelats per injecció d'alta tecnologia en el sector de l'automoció), Tadano Faun (fabricant de grues mòbils) i Thomas Sabo (distribuïdor de joies, rellotges i perfums).

### Mitjans de comunicació
- Diari de Pegnitz (Pegnitz-Zeitung)
- Butlletí de la ciutat de Lauf
- Pegnitztaler Wochenblatt (Setmanari de la vall del Pegnitz)

### Educació

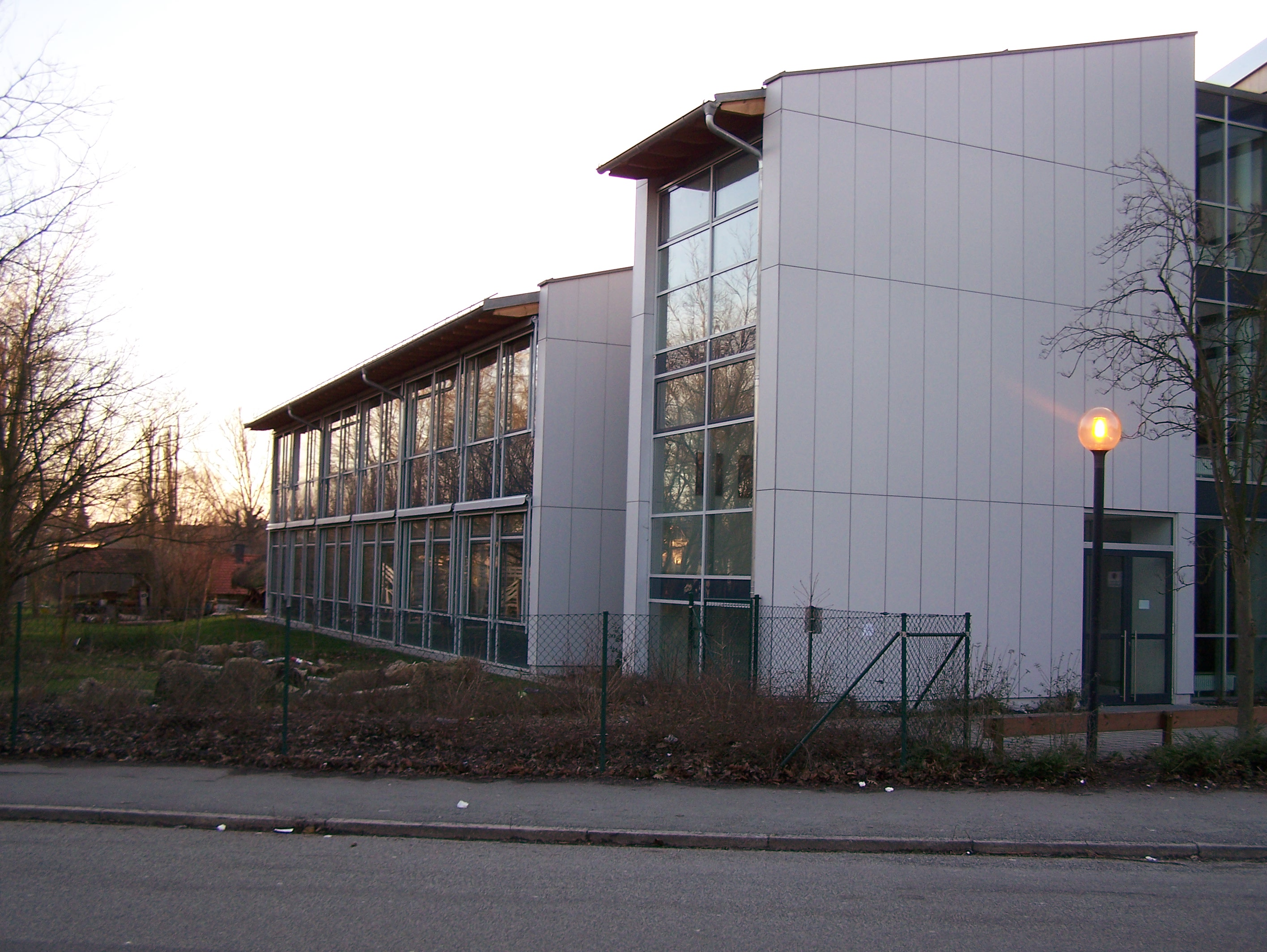
Gymnasium Christoph-Jacob-Treu

A més de cinc escoles primàries i dues escoles secundàries, la ciutat també disposa d'un Gymnasium Christoph-Jacob-Treu-Gymnasium)e i d'una Realschule Oskar-Sembach-Realschule).
L'oferta educativa també inclou una escola Montessori, una escola de negocis de tres nivells, l'escola professional de Nürnberger Land, l'escola tècnica de Nürnberger Land i una escola professional per a paramèdics d'emergència. El Volkshochschule Unteres Pegnitztal, la institució educativa més gran de la regió de Nuremberg, té la seu a Lauf.

### Transport
Des que es va unir a la Greater Nuremberg Transport Association, Lauf ha tingut tres estacions de tren: L'estació de tren de Lauf va ser oberta el 1859 per l'AG der Bayerische Ostbahnen al llarg de la línia de ferrocarril des de Nuremberg passant per Amberg i Schwandorf fins a Ratisbona. El 1877, l'estació de Lauf es va afegir al costat dret del Pegnitz en la ruta per Schnabelwaid fins a Bayreuth i cap a Marktredwitz i Eger. Amb l'obertura de l'S-Bahn de Nuremberg el 1987, es va construir la parada de Lauf West a la "línia Pegnitz esquerra". El S-Bahn de Nuremberg funciona des del desembre de 2010. La línia S2 de Hersbruck (a la riba esquerra del Pegnitz) fins a Hartmannshof i per Nuremberg Hbf fins a Roth. L'S1 va circular fins a Bamberg i Hartmannshof fins al canvi d'horari el desembre de 2023.
L'estació de tren a la riba dreta del Pegnitz és servida per trens regionals de les línies RB 30 a Neuhaus (Pegnitz) i RB 31 a Simmelsdorf-Hüttenbach. Aquesta línia està en projecte d'electrificació.
A més de la connexió ferroviària, Lauf disposa de diverses línies d'autobús urbà que connecten totes les parts de la comunitat amb el centre de la ciutat i les estacions de tren.
La vila està connectada a la xarxa d'autopistes amb els encreuaments de Lauf/Hersbruck i de Lauf de la BAB 9 Munic – Nuremberg – Berlín. La cruïlla Lauf/Hersbruck (núm. 49, antigament Lauf-Nord) es troba a un quilòmetre a l'est de la ciutat. La cruïlla de Lauf (núm. 50, antigament Lauf-Süd) es troba directament a la zona industrial de Lauf, al sud de la ciutat. La ruta entre les dues cruïlles està senyalitzada com una circumval·lació de l'autopista federal (Bundesautobahn, BAB) 14 Nuremberg – Hersbruck i substitueix l'antic pas de pas de Lauf a la BAB 14.
El Marienweg de Franconia passa per la ciutat.

## Personalitats

### Fills il·lustres de la ciutat
- Sebastian Beer (1609–1659), advocat administratiu i membre de la Fruchtbringende Gesellschaft.
- Johann Christoph Falckner (1629–1681), jurista
- Christoph Jacob Treu (1695–1769), metge, homònim de l'institut
- August Alberti (1672–1738), teòleg luterà i escriptor d'himnes
- Hermann Roesler (1834–1894), economista polític
- Georg Barth (1875–després de 1944), empresari, químic i conseller de la cort
- Ludwig Wunder (1878–1949), educador reformista
- Heinrich Rentsch (1897–1985), administrador de districte del districte de Lauf an der Pegnitz
- Martin Jellinghaus (* 1944), atleta de pista i camp i medallista olímpic de 1968 (relleus 4 x 400 metres)
- Christian Nürnberger (* 1951), periodista i polític
- Marlene Mortler (* 1955), política (CSU), membre del Bundestag
- Udo Hahn (* 1962), teòleg, pastor i periodista evangèlic luterà
- Volker Drkosch (* 1969), xef, guardonat amb una estrella a la Guia Michelin
- Timo Rost (* 1978), jugador de futbol
- Thomas Götzl (* 1990), futbolista finlandès-alemany
- Jan F. Brill (* 1991), músic de jazz
- Alexandra Mazzucco (* 1993), jugadora d'handbol
- Taliso Engel (* 2002), paranedador

### Persones relacionades amb la ciutat
- Martin Lauer (1937–2019), atleta i medallista olímpic el 1960 (relleus 4 x 100 metres), nascut a Colònia, va viure a Lauf durant dècades
- Matthias Egersdörfer (* 1969), artista i actor de cabaret, va créixer a Lauf
- Veniamin Symeonidis (* 1963), jugador de dards grec, viu a Lauf

Un original molt conegut a la ciutat és Es Bimbela vo Laff. No se'n coneixen gaire dades, de quan va viure exactament, però se'n fan publicacions des de principis del segle XIX en dites i cançons. Es diu que té una naturalesa entremaliada i descurada, que de vegades es transmet als altres habitants de la vila.